# Резанова, Наталья Владимировна
Ната́лья Влади́мировна Реза́нова (род. 14 июня 1959, Горький, РСФСР, СССР) — русская писательница-фантаст, критик, эссеист, поэтесса. Лауреат ряда литературных премий в жанре фантастики. Пишет научную и юмористическую фантастику, фэнтези, произведения в жанре альтернативной истории. 

## Биография
Родилась и живёт в Нижнем Новгороде. Окончила историко-филологический факультет Горьковского университета. Работала на телевидении и в издательствах. Дебютировала в 1988 повестью «Возьмите меня за руки», опубликованной в коллективном сборнике «Современники-88: Поэзия и проза молодых». В 1999 вышли в свет первые две книги Н. Резановой — сборники «Последняя крепость» и «Открытый путь». Первый из них в 2000 году на XVII фестивале фантастики «Аэлита» в Екатеринбурге был удостоен премии «Старт», а в 2002, на фестивале «Зиланткон» в Казани — премии «Большой Зилант». В 2006 г. в Киеве получила премию «Портал» за книгу «Явление хозяев». С 2005 — член жюри премии «Большой Зилант». В 2007 номинировалась на Букеровскую премию. В октябре 2015 получила Приволжскую литературную премию «NEWBOOK.Волга-2015» за неопубликованный роман «Итиль-город». В 2020 г. получила медаль «Н. В. Гоголь» (общественная награда за заслуги в развитии культуры России). Работает в основном в жанрах научной фантастики, альтернативной истории и фэнтези. Её многочисленные рассказы и критические статьи публиковались в сборниках, НФ журнале «Если» и альманахе «Полдень. XXI век».

### Романы
- 1991 — Крепость спасения
- 1999 — Золотая голова
- 1999 — Я стану Алиеной
- 2002 — Удар милосердия
- 2003 — Чудо и чудовище
- 2004 — Ветер и меч
- 2004 — Рассказчица историй
- 2005 — Кругом одни принцессы
- 2006 — Не будите спящую принцессу
- 2006 — Странник
- 2007 — У принцессы век недолог
- 2008 — Дорога висельников
- 2009 — Княжеская ведьма
- 2009 — Шестое действие
- 2009 — Игра времён
- 2012 — На то они и выродки
- 2019 — Криптия
- 2020 — Корабли с Востока (в соавторстве с Анной Н. Оуэн)
- 2020 — Три тьмы
- 2020 — Слепая птица
- 2021 — Буй-тур блюз (Итиль-город)
- 2023—Трубы и факелы

### Повести
- 1988 — Возьмите меня за руки
- 1993 — Камень Великой Матери
- 1997 — Дети луны
- 1999 — Открытый путь
- 1999 — Последняя крепость
- 2004 — Конвоир
- 2005 — Весёлый Джироламо
- 2005 — Явление хозяев
- 2007 — Двойная петля
- 2009 — Лесная и оборотни
- 2010 — Трактат о мирах подобий
- 2011—Араукана
- 2011 — Из глубины
- 2013—Третий день карнавала
- 2017—Торикаэбая
- 2023—Хроники погорелого театра
- 2023—Призрак Двенадцатой ночи

### Сборники
- 1999 — Открытый путь
- 1999 — Последняя крепость
- 2004 — Ветер и меч
- 2005 — Явление хозяев
- 2006 — Дети луны
- 2009 — Игра времён
- 2011 — Розы тени
- 2019 — Нижний Новгород: тайны, легенды, истории[5]
- 2021—Ночь правды
- 2023—Провинциальная готика
- 2023—Трубы и  факелы
- 2023—Восемь дней до Вавилона
- 2023—Араукана
- 2023—Призрак Двенадцатой ночи